# Ломонос альпийский
Ломоно́с альпи́йский, или клематис альпийский (лат. Clematis alpina) — вид многолетних кустарниковых растений из секции Княжик (лат. Atragene), рода Ломонос (Clematis) семейства Лютиковые (Ranunculaceae).

## Этимология
Русское название рода «ломонос» произошло от способности волосков плодов-семянок ломоноса восточного (Clematis orientalis) попадать в нос человека и вызывать неприятные ощущения. По другим источникам название рода связвно с неприятным запахом некоторых видов. 
Латинское научное название рода Clématis происходит от др.-греч. κληματίς, clēmatís — «вьющееся растение», что в свою очередь образовано от  др.-греч. κλήμα, klḗma — «веточка, росток, усик». В садоводстве (и в русском языке) закрепилась неверная форма ударения в научном названии рода — клема́тис.

## Ботаническое описание

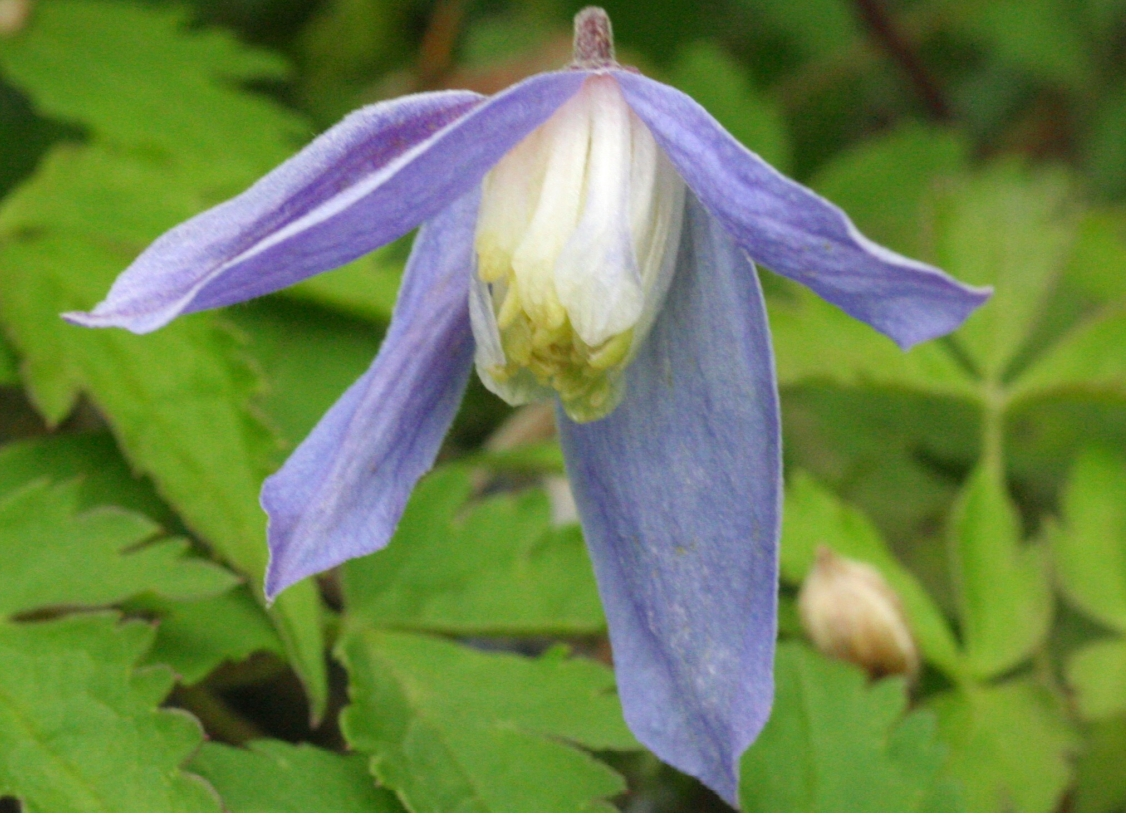
Цветок

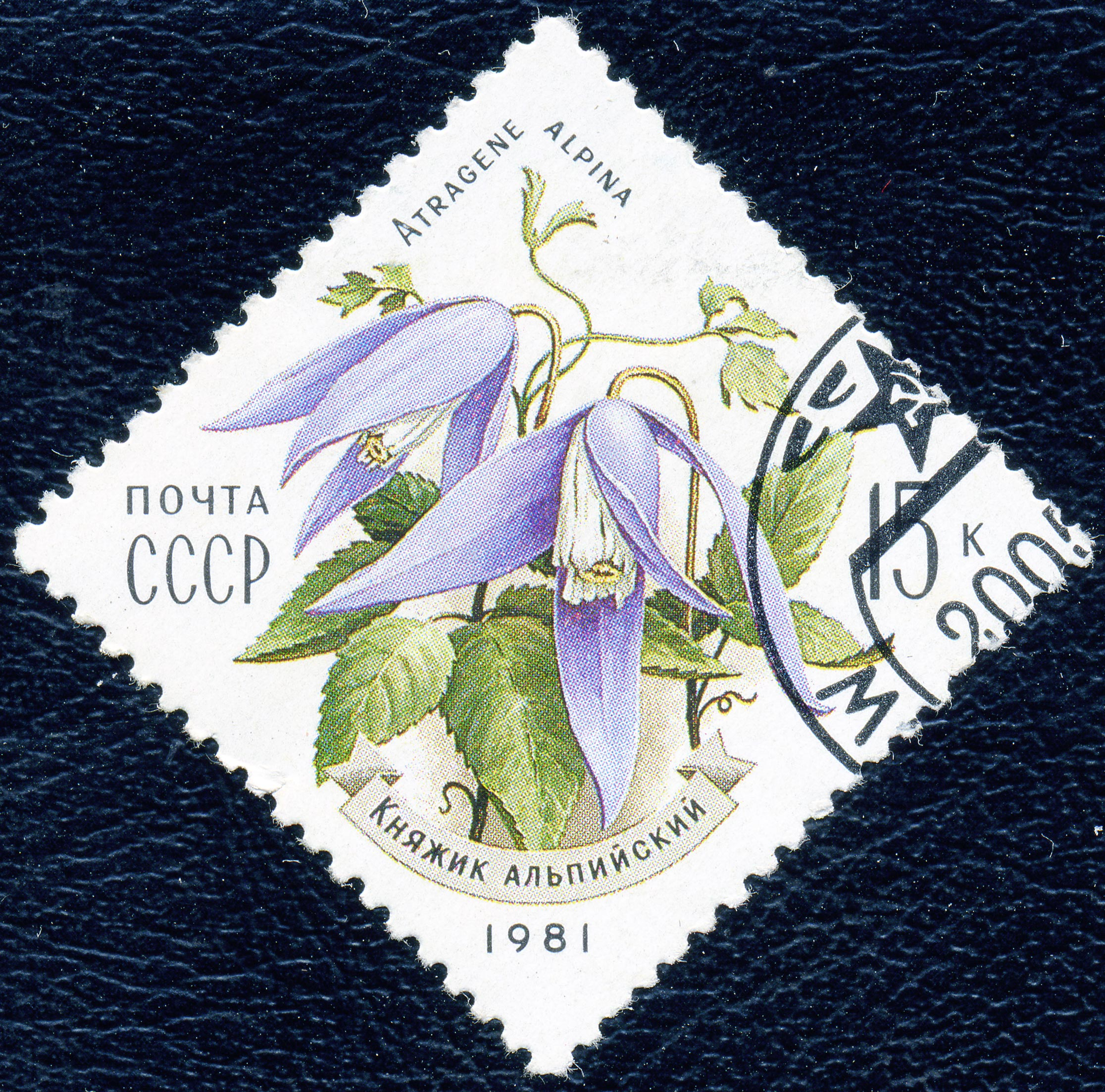
Ломонос альпийский на почтовой марке СССР, 1981 год

Цепляющийся кустарник высотой 1-2 м с тонкими изогнутыми побегами.
Листья тройчатые, на длинных черешках, яйцевидные, заострённые, глубоко-пыльчатые, с верхней стороны голые, с нижней опушённые; черешки часто с усиками.
Цветки пазушные, колокольчато-поникающие, фиолетовые или ярко-синие, на длинных цветоножках. Чашелистики в числе 4, яйцевидно-ланцетные, длиной 30—40 мм, снаружи слегка опушённые, по краю войлочные. Лепестков 10—12, линейных, доходящих до половины чашечки.
Плоды – короткоопушённые семянки с опушённым придатком длинной до 30 мм.
Цветение с мая по июнь.

## Распространение и экология
В природе ареал вида охватывает умеренные районы Евразии — от юго-востока Франции на западе до Японии на востоке и от Скандинавии на севере до Пакистана на юге.
Растёт на свежих, нейтральных, богатых, питательных, каменистых почвах. Обитает на скалах, в зарослях кустарника и на поросших склонах в горном и субальпийском поясе, преимущественно на известковых субстратах.
Полусветолюбивое растение, умеренно требовательное к воде, нуждающееся в известковых почвах. 

## Охрана
Слабоядовитое растение. В Чехии и Словакии строго охраняется.

## Классификация

### Таксономия
Вид Ломонос альпийский входит в род Ломонос (Clematis) трибы Anemoneae подсемейства Лютиковые (Ranunculoideae) семейства Лютиковые (Ranunculaceae) порядка Лютикоцветные (Ranunculales).
|  |                       |  |                                          |                                          |                        |  | ещё 4 подсемейства (согласно Системе APG II) | ещё 4 подсемейства (согласно Системе APG II) |                                      |  |  |  | ещё 6 родов       | ещё 6 родов            |  |  |
|  |                       |  |                                          |                                          |                        |  | ещё 4 подсемейства (согласно Системе APG II) | ещё 4 подсемейства (согласно Системе APG II) |                                      |  |  |  | ещё 6 родов       | ещё 6 родов            |  |  |
|  |                       |  |                                          | семейство Лютиковые                      |                        |  |                                              |                                              | триба Anemoneae                      |  |  |  |                   | вид Ломонос альпийский |  |  |
|  |                       |  |                                          | семейство Лютиковые                      |                        |  |                                              |                                              | триба Anemoneae                      |  |  |  |                   | вид Ломонос альпийский |  |  |
|  | порядок Лютикоцветные |  |                                          |                                          | подсемейство Лютиковые |  |                                              |                                              | род Ломонос                          |  |  |  |                   |                        |  |  |
|  | порядок Лютикоцветные |  |                                          |                                          |                        |  |                                              |                                              |                                      |  |  |  |                   |                        |  |  |
|  |                       |  | ещё 9 семейств (согласно Системе APG II) | ещё 9 семейств (согласно Системе APG II) |                        |  |                                              | ещё 8 триб (согласно Системе APG II)         | ещё 8 триб (согласно Системе APG II) |  |  |  | ещё 230—250 видов |                        |  |  |
|  |                       |  |                                          | ещё 9 семейств (согласно Системе APG II) |                        |  |                                              |                                              | ещё 8 триб (согласно Системе APG II) |  |  |  |                   |                        |  |  |

### Подвиды
В рамках вида выделяют ряд подвидов:
- Clematis alpina subsp. alpina
- Clematis alpina subsp. ochotensis (Pall.) Kuntze

[syn.  Atragene ochotensis Pall. basionym]
[syn.  Clematis ochotensis (Pall.) Poir.]
- Clematis alpina subsp. sibirica (Mill.) Kuntze

[syn.  Atragene speciosa Weinm.]
[syn.  Clematis sibirica Mill. basionym]